# Podvozek Schwartzkopff-Eckhardt

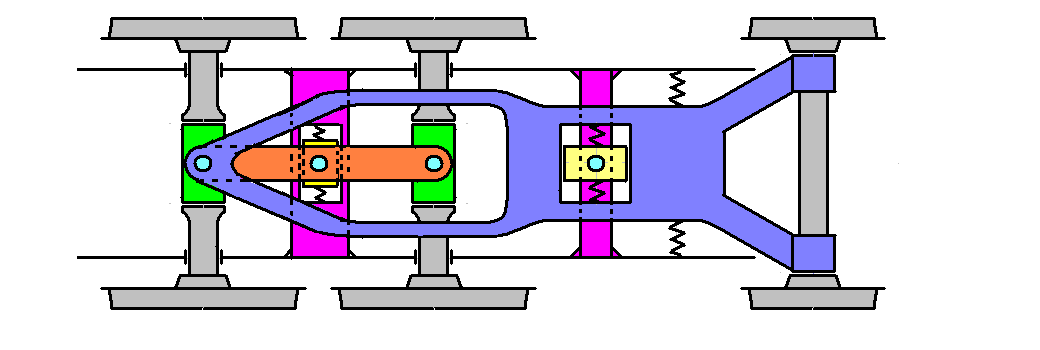
Schema podvozku Schwartzkopff-Eckhardt

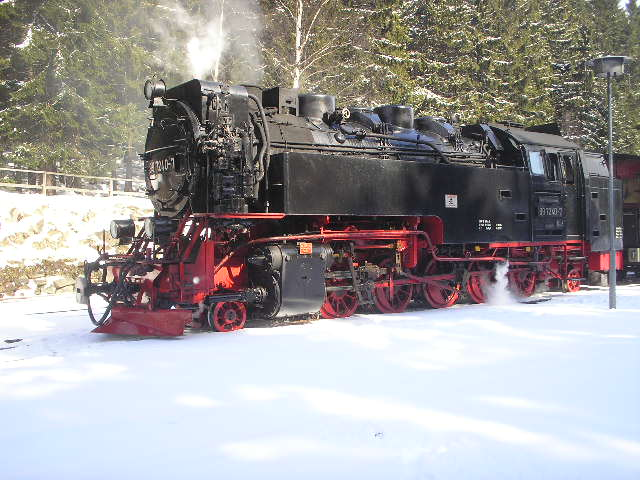
Lokomotiva DR řady 99.23-24 na Brockenu v Harcu

Podvozek Schwartzkopff-Eckhardt je část pojezdu parní lokomotivy, která mechanickým svázáním hnacích a běžných dvojkolí snižuje působení příčných sil při průjezdu obloukem. Je pojmenován podle lokomotivky Berliner Maschinenbau (celým názvem Berliner Maschinenbau-Actien-Gesellschaft vormals L. Schwartzkopff) a jejího šéfkonstruktéra Friedricha Wilhelma Eckhardta. 
Podvozek Schwartzkopff-Eckhardt vychází z principu podvozku Krauss-Helmholtzova, přičemž je s běhounem propojena nejen první, ale i druhá spřažená náprava. Běhoun je veden pákou, která je na opačném konci spojena až s druhou spřaženou nápravou. Druhá spřažená náprava je dále propojena s první prostřednictvím Beugniotovy páky. V konstrukci pojezdu pětispřežní tendrové lokomotivy řady 84 byly použity dva tyto podvozky. Také úzkorozchodné lokomotivy řady 99.23–24 dostaly upravené provedení těchto podvozků.